# Homeworld: Deserts of Kharak
Homeworld: Deserts of Kharak (укр. Рідний світ: Пустелі Караку) — відеогра жанру стратегії в реальному часі, розроблено компанією Blackbird Interactive та видана в 2016 році Gearbox Software. Гра є приквелом космічної стратегії Homeworld 1999 року та описує подорож експедиції вглиб пустелі на пошуки місця, що може стати запорукою виживання цивілізації планети Карак.

## Ігровий процес

Крейсер з армією обороняються від ворогів

### Основи
Гравець керує армією з техніки, основою якої є сухопутний крейсер. В ньому будуються інші машини, здійснюються дослідження вдосконалень, і він же слугує сховищем ресурсів. Менші крейсери слугують місцевими заводами і сховищами, дозволяючи підтримувати бойові дії на віддалі від флагмана. Гравець може розподіляти енергію на різні системи флагмана: захисну, ремонтну, атакуючу і сенсорну. Ресурсами слугують уламки та мінерали, які можна знайти на навколишніх територіях. Зруйнувавши деякі елементи ландшафту, можна отримати додаткові джерела ресурсів. В кампанії війська, що лишились наприкінці кожної місії, переходять в наступну.
Війська поділяються на легку бронетехніку, важку бронетехніку, авіацію та крейсери. Максимальна кількість бойових одиниць обмежена наявними логістичними сканерами. Кожен сканер збільшує ліміт військ. Кількість літаків при цьому обмежена, позаяк вони зберігаються на флагмані. Деякі машини здатні будувати турелі, закладати міни та розвідувати місцевість із допомогою наземних сканерів і дронів.
Вагоме значення має ландшафт, війська мають менший огляд на горбистій місцевості, здатні ховатися в западинах чи за узвишшями. Війська, котрі стоять вище за ворогів, отримують перевагу в силі атаки. Також велика колісна техніка може застрягнути на перетятій місцевості.
Гравець може поставити гру на тактичну паузу, під час якої віддати військам накази, поки бій призупиняється. Стратегічний режим дозволяє в будь-який момент охопити поглядом все поле бою, при цьому юніти відображаються простими значками.
Багатокористувацька гра пропонує два режими, що мають на меті знищити ворожий флагман, або заволодіти певною кількістю артефактів, розкиданих по місцевості.

### Фракції
- Коаліція Північних кіітідів (англ. Coalition of the Northern Kiithid) — об'єднання племен північної півкулі Караку зі столицею в місті Тіір. Вона підтримує космічні дослідження, завдяки яким у пустелі було виявлено «Об'єкт Джарасі», що є метою фракції. Коаліція використовує колісну техніку, оснащену міцною бронею та простою, але надійною зброєю.
- Гаалсієн (англ. Gaalsien) — найдавніший з кіітів, що вирізняється фанатичною релігійною вірою. Гаалсієни переконані, що Бог Саджуук покарав їхніх предків, перенісши на Карак, і виконання заповідей Саджуука дозволить повернутися додому. Почасти це відповідає історичним фактам — предків людей Караку, кушанців, було вигнано імперією Таіідан на Карак і під страхом винищення заборонено розробляти надсвітловий двигун. Тому гаалсієни виступають проти польотів у космос. Гаалсієни проживають у пустелях та мають багато засобів для виживання в скрутних умовах. Їхня техніка має перевагу в швидкості, вона левітує над землею, оснащена легкою бронею, а зброя більш технологічна завдяки знайденим у пустелях артефактам предків.
- Каанеф (англ. Khaaneph) — група збирачів брухту та грабіжників з південної півкулі планети. Вони зосереджені на виживанні, відкидаючи як релігію, так і науку. Їхня техніка поєднує левітацію з важкою бронею, тому повільна, але тимчасово може суттєво прискорюватись. Перевага віддається важкій зброї та вибухівці. Каанефи здатні переробляти будь-які уламки на полі бою, в тому числі власних машин. Фракція додана в DLC.
- Собан (англ. Soban) — частина Коаліції, торговці. Їхня техніка загалом ідентична техніці Коаліції, але більше поширення мають рейкові гармати, і на озброєнні є пригнічувачі ворожої зброї. Фракція додана в DLC[5].

## Сюжет
Події відбуваються на пустельній планеті Карак за 106 років до подій Homeworld. Її населення, що за технологічним розвитком подібне на сучасне людство, живе окремими племенами кіітами, не пам'ятаючи свого походження. Пустелі поширюються і племена ворогують між собою за ресурси та землі. Орбітальний супутник виявляє у Великій Кільцевій Пустелі загадковий «Об'єкт Джарасі» (названий на честь вченого, який знайшов його). Північна Коаліція, що займає території між північними полярними льодами і пустелею, вирішує спорядити туди експедицію. Однак перша експедиція «Скаал Бріі» зникла безвісти разом з сухопутним крейсером «Іфрііт Наабал». Через чотири роки території Коаліції зазнають набігів релігійних фанатиків гаалсієнів. Вважаючи, що аномалія в пустелі — єдиний шанс на виживання, Коаліція вкладає всі ресурси в експедицію «Кхаді».
Однак гаалсієни вважають, що космічна програма Коаліції і всі спроби покинути планету — це великий гріх проти Великого Творця Саджуука, який покарає за це весь Карак. Щоб запобігти експедиції, гаалсієни здійснюють масивний набіг на Коаліцію, знищуючи передові військові бази і беруть в облогу столицю. З п'яти наявних крейсерів виживають лише «Капісі» і «Сакала». Рейчел С'джет — головна наукова офіцер експедиції, чий брат Джейкоб був старпомом крейсера «Іфрііт Наабал», і вона має намір завершити завдання й дізнатися долю брата. В цей же час лідер гаалсієнів К'Хад Саджуук споряджає власну експедиції в пустелі, бо вірить, що ввійшовши першим у стародавній храм Кар-Тоба, котрим імовірно і є «Об'єкт Джарасі», він здобуде милість Саджуука та стане володарем усієї планети.
Перед відправкою Рейчел збирає на базі Епсилон ресурси, ремонтує наземний крейсер «Капісі», та організовує охорону експедиції. Далі вона спрямовує «Капісі» на звалище брухту, щоб завершити дооснащення. Туди ж прибувають ворожі війська, проте експедиція ховається в піщаній бурі. В пустелі Рейчел фіксує сигнал, схожий на сигнал «Іфрііт Наабал», але нападають гаалсієни і з уламків крейсера вдається дістати лише сенсор. Пізніше Рейчел С'джет виявляє «Іфрііт Наабал» і з записів дізнається, що він застряг у пісках, тому команда покинула його. Також в записах говориться про розташовані південніше таємничі уламки. Аби заволодіти ними, експедиція змінює курс. 
«Капісі» просувається вглиб пустелі та натрапляє на залишки космічного крейсера «Калаш». Територію штурмують гаалсієни, та на допомогу Коаліції приходить другий крейсер «Сакала». Після цього з'ясовується, що по планеті розкидано уламки й інших космічних кораблів. Експедиції допомагають пустельні жителі сіідіми зі своїми бомбардувальниками. «Капісі» знищує ворожий крейсер «Ашока» і захоплює ворожу базу, але вона вибухає.
Подальший шлях пролягає каньйоном, перед яким експедиція знаходить розкопки гаалсієнів. Там виявляється багато стародавніх космічних кораблів. Рейчел реконструює події минулого, з чого слідує, що кораблі матеріалізувалися в корі планети при надсвітловому переміщенні. В каньйоні «Сакала» опиняється в оточенні двох ворожих крейсерів, але «Капісі» оснащується ракетами великої дальності та знищує їх. 
Тоді Гаалсієни користуються орбітальною зброєю, встановленою на супутнику. Рейчел з невеликим загоном вирушає до залишків космічного корабля, з допомогою яких наводився супутник, але це виявляється не шукане місце, а корабель стародавньої імперії Таіідан. Там Рейчел знаходить останки свого брата, котрий втік з полону гаалсієнів, забравши дані про Кар-Тобу. Рейчел встановлює, що причиною загибелі кораблів, знайдених у пустелі, було потужне джерело енергії, поховане далі по курсу, що створювало перешкоди для навігації в космосі (як слідує з подій Homeworld, це було гіперпросторове ядро).
Відбиваючись від ворогів, «Капісі» рухається далі до мети й закріпляється на плато, щоб організувати оборону. Гаалсієни нападають кількома хвилями та заважають підтримці крейсера ресурсами. «Капісі» проривається до кратера в пустелі, проте перегрівається і Рейчел розшукує пристрої, щоб полагодити систему охолодження крейсера. Союзники Коалації сіідіми зраджують С'джет, переконані, що вони божественного походження і єдині гідні ввійти в Кар-Тобу. Крейсер «Сакала» обертається проти «Капісі» і його доводиться знищити. Нарешті експедиція знаходить засипане пісками місто Кар-Тоба. Гаалсієни відправляють своїй найпотужніші кораблі, але врешті «Капісі» знищує їхній флагман і з допомогою встановлених сканерів завдає по ворогах удару з супутника. Перед загибеллю К'Хад застерігає, що жителі Караку будуть покарані вогнем з неба (на початку Homeworld імперія Таіідан атакувала Карак з космосу).
Сканування Кар-Тоби показує, що місто було зведене навколо космічного корабля предків усіх жителів Караку, з чого починаються події Homeworld.

## Оцінки й відгуки
| Агрегатор    | Оцінка |
| ------------ | ------ |
| GameRankings | 79.39% |
| Metacritic   | 79/100 |

Homeworld: Deserts of Kharak здобула загальне схвалення критиків, зібравши середню оцінку 79/100 на агрегаторі Metacritic, і 79.39 % на GameRankings.
Марк Штейнер з Hardcore Gamer дав грі оцінку 4 з 5 зі словами, «Homeworld: Desert of Kharak є доступною та відмінно виконаною стратегічною грою з чудовим контентом і має повне право бути частиною легендарної франшизи».
Патрік Генкок з Destructoid оцінив її в 7.5/10 сказавши, «кампанія добре зроблена як для ветеранів, так і новачків, доводячи, що понад десятиліття без Homeworld це надто довго».
IGN дали грі 8.8 з 10, назвавши її «глибокою, яскравою, насиченою RTS з усіма потрібними речами».
Зак Тарнбулл з GoneWithTheWin оцінив гру в 8/10 зазначивши, «Хороша, якщо не приголомшлива тактична RTS, доповнена чудовими елементами історії. Не очікуйте відтворити магію оригінальної Homeworld 16-ирічної давнини і ви не лишитесь розчарованими».